# William Gowe Ferguson

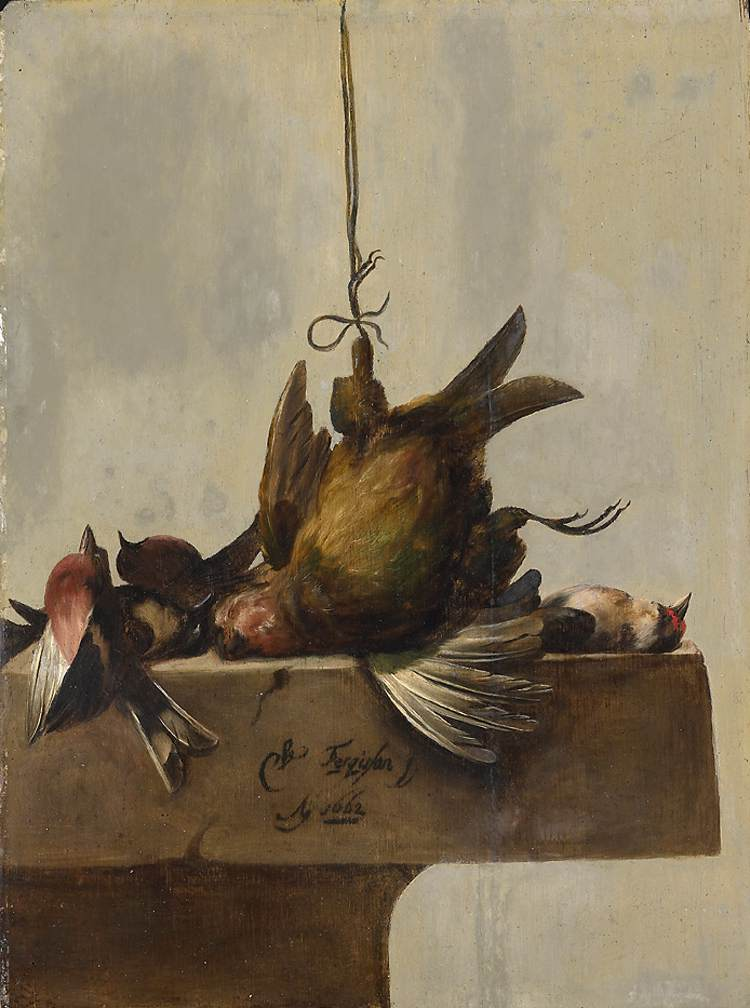
Stilleven met gevogelte, 1662. (Rijksmuseum)

William Gowe Ferguson (Schotland, ca. 1632/1633 – na 1695) was een Schots schilder, voornamelijk actief in de Noordelijke Nederlanden tijdens de Gouden Eeuw. Hij verwierf bekendheid met zijn stillevens, portretten en landschappen.
Ferguson werd geboren in Schotland. Bij zijn tweede huwelijk in 1681 gaf hij aan 48 jaar oud te zijn, wat wijst op een geboortejaar rond 1632/1633. Echter, in 1648, dus op 15-jarige leeftijd, was hij al lid van het schildersgilde in Utrecht. Dit roept de mogelijkheid op dat hij ouder was dan hij aangaf.
Aanvankelijk vestigde hij zich in Utrecht (1648-1651), waar hij zich als burger liet registreren. In de jaren 1650 reisde hij naar Frankrijk en Italië, vermoedelijk om zich verder te bekwamen in de schilderkunst en inspiratie te halen uit de klassieke kunst. In 1660 duikt zijn naam op in Den Haag, waar hij met tussenpozen tot 1676 actief was.
Van 1672 tot 1675 werkte Ferguson in Londen, in dienst van John Maitland, de eerste hertog van Lauderdale, en diens echtgenote. Voor hun residentie, Ham House in Surrey, schilderde hij onder andere een supraporte en een schoorsteenmantel.
In 1675 en 1676 was hij opnieuw in Den Haag. Tussen 1676 en 1695 lijkt hij regelmatig te hebben gereisd tussen de Republiek en Engeland.
In 1681 trouwde Ferguson met Sara van Someren, geboren in Stockholm in 1648. Hij woonde destijds in de Batavierstraat in Amsterdam. Vermoedelijk was hij eerder getrouwd geweest, omdat hij mogelijk de vader was van schilder Henry Ferguson, die in 1655 of 1665 in Den Haag was geboren 
Waarschijnlijk keerde Ferguson tijdens de jaren 1690 terug naar Engeland, zoals blijkt uit de dateringen op schilderijen van hem in Britse collecties. Zijn laatst bekende werk werd vervaardigd in 1695 en bevond zich in een collectie in Emden, maar ging verloren tijdens de Tweede Wereldoorlog. Het jaar en de plaats van zijn overlijden zijn onbekend.
Ferguson beïnvloedde de schilder Frank Pietersz. Verheyden.
- Biografisch Portaal: 60065039
- RKD-Nederlands Instituut voor Kunstgeschiedenis: 27691
- Union List of Artist Names: 500032970
- Virtual International Authority File: 95884608